# Bolinder dieselmotor

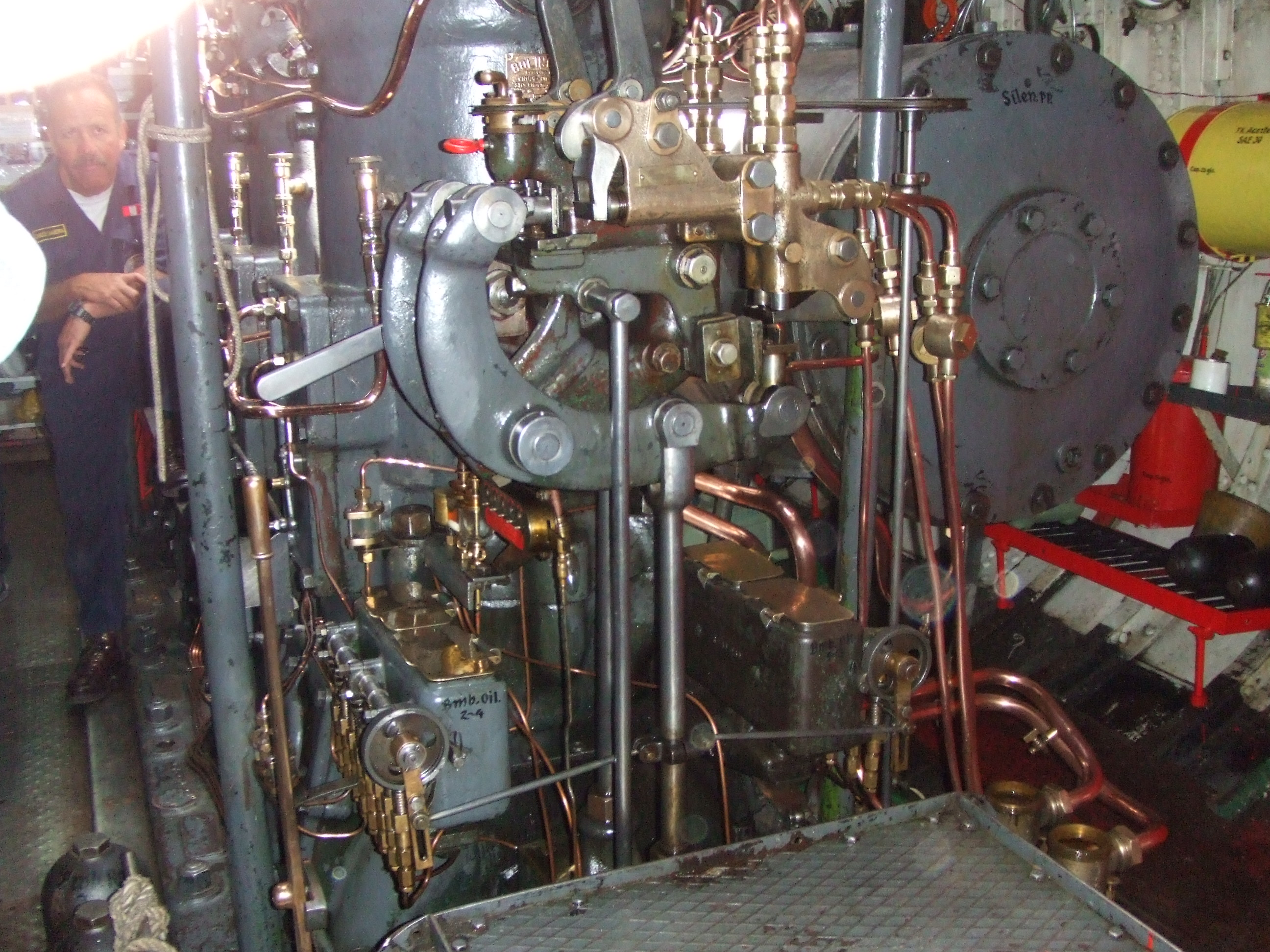
De Bolinder diesel van de Yavari, een schip uit 1862

Een Bolinder dieselmotor is een type tweetakt verbrandingsmotor die is ontwikkeld door de Zweedse machinefabrikant Bolinder-Munktell (tegenwoordig bekend als Volvo Construction Equipment). De motor is ontworpen om te werken op zware brandstoffen zoals stookolie en werd vaak gebruikt in scheepvaarttoepassingen, vooral in de vroege 20e eeuw.
De Bolinder dieselmotor maakt gebruik van het tweetaktprincipe, waarbij elke beweging van de zuiger resulteert in een vermogensslag, in tegenstelling tot het viertaktprincipe waarbij elke tweede beweging van de zuiger een vermogensslag oplevert. Dit zorgt voor een hogere vermogensdichtheid in vergelijking met viertaktmotoren van vergelijkbare grootte.
Een kenmerkend aspect van de Bolinder dieselmotor is de gebruikte injectietechnologie. In tegenstelling tot de moderne hogedruk-brandstofinjectiesystemen, maakte de Bolinder gebruik van een lagedruk-injectiesysteem waarbij de brandstof onder relatief lage druk werd ingespoten in de verbrandingskamer. Deze technologie is minder efficiënt dan moderne injectiesystemen, maar is effectief in het verbranden van de zware brandstoffen.